# Günter von Kannen
Günter von Kannen (1940, Rheydt, villa que hoy forma parte de Mönchengladbach, Renania del Norte-Westfalia; † 29 de julio de 2016) es un bajo-barítono alemán. Es miembro de la Ópera de Zúrich y ha conseguido reconocimiento sobre todo como intérprete del papel de Alberich, en El anillo del nibelungo de Wagner.

## Biografía
Günter von Kannen cursó estudios de cultura germánica, historia y pedagogía en Bonn y Tubinga, Alemania. Trabajó como profesor en Baden-Württemberg mientras se formaba como cantante con profesores como Paul Lohmann y Franziska Martienssen-Lohmann en Fráncfort del Meno. 
En 1965 resultó ganador en el concurso de canto de la ARD en Múnich.

## Carrera y repertorio
Su carrera en los escenarios se inició el año siguiente en el Pfalztheater (Teatro del Palatinado) de Kaiserslautern y continuó en el Teatro de Bielefeld entre las temporadads 1967 1969, y luego en Wurzburgo (1969-70), Bonn (1970-72) y Gelsenkirchen en donde actuó cinco temporadas entre 1972 y 1977 
En 1977 firmó contrato con el Teatro Estatal de Karlsruhe y desde 1979 pasó a formar parte del elenco artístico de la Ópera de Zúrich, en donde se especializó al principio en papeles de corte buffo. 
Su carrera como cantante invitado es muy extensa, habiendo sobre todo en la Ópera Estatal de Baviera y en la Ópera de Colonia. 
En 1983 en la Ópera de París como Bartolo en El barbero de Sevilla y en el Teatro de la Moneda de Bruselas en Le Comte Ory de Rossini, y en Norteamérica, tanto en Santa Fe (Nuevo México) como en Canadá, con el Don Pasquale de Donizetti. 
En 1985 cantó en el Festival de Drottningholm la parte de Osmin en El rapto en el serrallo y la de Claudio en Agrippina de Haendel
Debutó en el Festival de Salzburgo en 1986 como Bartolo, esta vez de Las bodas de Fígaro, cantando además en conciertos en iglesias. 
En 1987 debutó en la Ópera Estatal de Baviera, en Múnich, como Alberich de El anillo del nibelungo, en el festival de Schwetzingen, y como Mustapha en L'italiana in Algeri de Rossini y en el festival de Aix-en-Provence, otra vez como Osmin.
En 1988 participó por primera vez en el Festival de Bayreuth, en el que desde entonces ha actuado con frecuencia encarnando dos de los roles de carácter al tiempo más difíciles y agradecidos del repertorio wagnerianos: Alberich en El Oro del Rin, Sigfrido y El ocaso de los dioses, del Anillo, en 1988, 1989, 1990, 1991, 1992, con producción de Harry Kupfer, dirigió Daniel Barenboim, y en las temporadas 2000 y 2001, con ocasión del bautizado como Anillo del milenio bajo la dirección musical de Giuseppe Sinopoli y la dirección de escena de Jürgen Flimm (siendo en ambas temporadas muy destacada su participación por la crítica especializada); y Klingsor en Parsifal en 1990 —con dirección musical de James Levine—, 1996, 1997, 1999 —con dirección musical de Sinopoli y en ambos casos bajo la dirección de escena de Wolfgang Wagner . Desde su exitosa participación en el Festival de Bayreuth de 1988, su carrera pasó a una nueva dimensión.
También en 1988 debutó en la Ópera Alemana de Berlín como Ochs de El caballero de la rosa, de Richard Strauss y en el Grand Théâtre de Ginebra y en la Volksoper de Viena.
Ya en 1989, con la Ópera Alemana de Berlín, cantó el papel de Alberich en el ciclo del Anillo que representó dicha compañía en Washington. 
En 1991 cantó en Karlsruhe el papel de Hans Sachs de Los maestros cantores de Núremberg y en 1992 en el Teatro del Châtelet de París, el Doktor en Wozzeck de Alban Berg. 
En 1996 cantó en la Ópera Estatal de Berlín el rol de Alberich en el Anillo. 
En abril de 1997 tuvo un exitoso debut como Sir John Falstaff en Falstaff de Verdi, en Colonia, bajo la batuta de James Conlon, con dirección de escena de Robert Carsen. Su debut en el Covent Garden sucedió en diciembre de 2004 en donde cantó una vez más el papel de Alberich, en el Anillo dirigido por Antonio Pappano.
En la temporada 2002-2003 debutó en el Teatro del Liceo de Barcelona, una vez más como Alberich en el ciclo del Anillo que durante esta temporada y la siguiente, con producción de la Ópera Estatal de Berlín, dirección de escena de Harry Kupfer y dirección musical de Bertrand de Billy, se grabó y editó en DVD. 
Completan su repertorio los papeles de: Dulcamara en L'elisir d'amore, de Donizetti; Falstaff en Las alegres comadres de Windsor de Nicolai (Opéra-Comique, París, 1995); Don Alfonso en Così fan tutte de Mozart; Cardillac de Hindemith (Karlsruhe, 1995), Pizarro en Fidelio de Beethoven; Doctor Schön en Lulú de Berg; Sir Morosus en Die schweigsame Frau y La Roche en Capriccio, ambas óperas de Richard Strauss; y Warlaam en Borís Godunov de Músorgski (Ópera Alemana, Berlín, 1995). 
Von Kannen ha participado en paralelo en muchos recitales y conciertos.

## Grabaciones

### En DVD
- El anillo del nibelungo (Unitel - Festival de Bayreuth, 1991). Orquesta del Festival de Bayreuth dirigida por Daniel Barenboim. Dirección escenográfica de Harry Kupfer. Con John Tomlinson (Wotan/Viandante), Graham Clark (Loge/Mime), Günter von Kannen (Alberich), Helmut Pampuch (Mime), Birgitta Svendén (Erda), Poul Elming (Sigmundo), Nadine Secunde (Siglinda), Matthias Hölle (Hunding/Fasolt), Anne Evans (Brunilda), Siegfried Jerusalem (Sigfrido), Philip Kang (Fafner/Hagen), Waltraud Meier (Waltraute), Bodo Brinkmann (Gunther), Eva-Maria Bundschuh (Gutrune).
- El anillo del nibelungo (Opus Arte - Gran Teatro del Liceo, 2005). Orquesta del Teatro del Liceo dirigida por Bertrand de Billy. Dirección escenográfica de Harry Kupfer. Con Falk Struckmann (Wotan/Viandante/Günter), Graham Clark (Loge/Mime), Günter von Kannen (Alberich), Francisco Vas (Mime), Andrea Bönig (Erda), Richard Berkeley-Steele (Sigmundo), Linda Watson (Siglinda), Eric Halfvarson (Hunding/Fafner), Kwanchul Youn (Fasolt) Matthias Hölle (Fafner), Deborah Polaski (Brunilda), John Treleaven (Sigfrido), Matthias Hölle (Fafner), Matti Salminen (Hagen), Elisabete Matos (Gutrune), Cristina Obregón (voz del pájaro del bosque).
- L'Italiana in Algeri (ARTHAUS - Schwetzinger Festspiele, 1987)